# Kim Se-yong
Kim Se-yong (hangul: 김세용 (); Busan, 20 de noviembre de 1991) es un cantante, rapero y actor surcoreano. Firmó con H2 Media e hizo su debut con el quinteto masculino surcoreano Myname en 2011, grupo en el que sigue hasta la actualidad. Kim comenzó su carrera como actor dos años antes, apareciendo en la serie de televisión Green Coach. Lanzó su primer miniálbum independiente de Myname titulado Connection en Japón en mayo de 2019.

## Biografía y carrera

### 1991-2008: Primeros años
Kim Se-yong nació el 20 de noviembre de 1991 en Busan. En su juventud, aspiraba a convertirse en jugador de fútbol. Un amigo subió las fotos de Kim a un sitio web ulzzang, lo que resultó en que le ofrecieran convertirse en aprendiz de JYP Entertainment. Un representante de la agencia viajó desde Seúl para convencer a sus padres de que le permitieran unirse, lo cual ellos alentaron. Kim aceptó la propuesta y, atribuyendo otras circunstancias del momento, dejó de jugar al fútbol. Mientras estaba en la compañía, Kim quería convertirse en actor y se inscribió en el Instituto de Artes de Seúl con una especialización en teatro y cine. Pasó tres años formándose bajo el sello de entretenimiento antes de decidir dejarlo y dedicarse a la actuación. Después de ver a 2PM actuar en concierto, se sintió motivado a volver a ser cantante.

### 2009-presente: Carrera

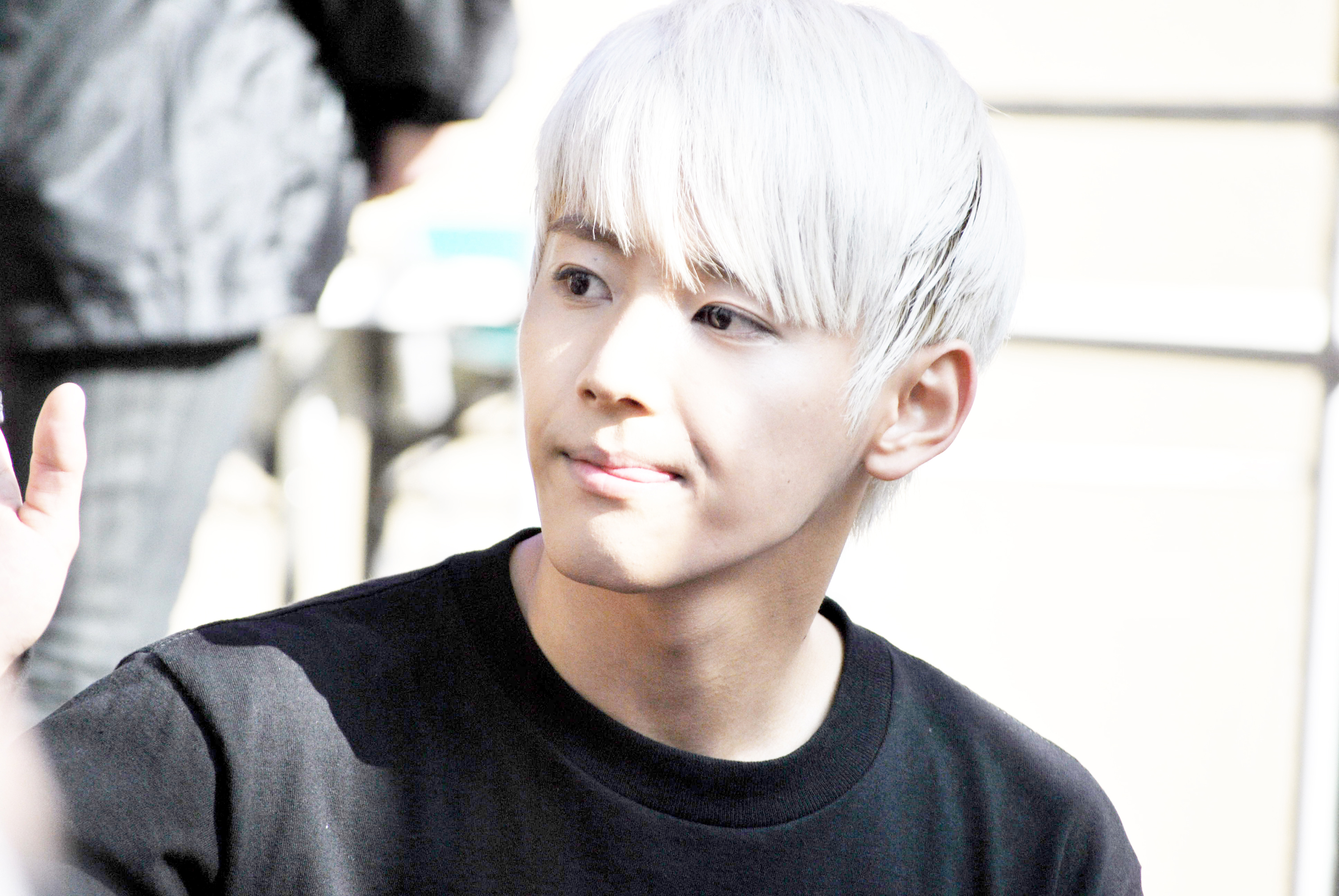
Kim en el evento de lanzamiento del sencillo japonés de Myname "What's Up", en noviembre de 2012

Antes de su debut como artista discográfico, Kim apareció en la serie de televisión Green Coach de Seoul Broadcasting System (SBS) de 2009. También fue elegido para el drama Believe in Love de KBS2 como Lee Seong-min, miembro de un grupo ídolo ficticio. Kim se desempeñó como bailarín de respaldo de Hwanhee durante las presentaciones del sencillo "Love Pain" y apareció en la canción del álbum "I Love You I Love You". Debutó como el rapero en el grupo masculino surcoreano Myname en 2011. Fue aprendiz durante un total de cinco años y nueve meses, el período más largo entre sus compañeros de banda. El grupo lanzó su sencillo debut "Message" el 28 de octubre. En julio del año siguiente se lanzó una versión en japonés de la canción, que sirvió como sencillo de presentación en el país. El grupo estuvo activo simultáneamente en la industria musical de ambos países. A partir de 2015, las actividades promocionales de Myname en Corea del Sur disminuyeron.
Kim participó en la serie de televisión de competencia de baile de 2016 Hit the Stage. Fue elegido para Power Rangers Dino Force Brave, donde interpretó a Kwon Ju-yong, el valiente Dino rojo. Continuó compitiendo en el programa de competencia de supervivencia The Unit: Idol Rebooting Project junto con sus compañeros de banda Jun.Q, Chaejin y Gunwoo. Fueron sus primeras actividades de promoción nacional en dos años. Los participantes compitieron para convertirse en miembros de la unidad exclusivamente masculina UNB. Kim avanzó a la ronda final, pero no se ubicó en el nivel superior. Lanzó su primer miniálbum en solitario Connection en Japón el 10 de mayo de 2019. Alcanzó el puesto número 41 en la lista nacional de álbumes Oricon del país. Fue elegido para participar en el musical Oh, Mr. Park! (2019) como Hwang Tae-kyeong.

## Discografía

### Álbumes

#### Miniálbumes
| Título     | Detalles del álbum                                                                                           | Posiciones máximas en los gráficos | Ventas  |         |
| Título     | Detalles del álbum                                                                                           | Japón                              | Ventas  |         |
| Título     | Detalles del álbum                                                                                           | Oricon                             | Ventas  |         |
| Japonés    | Japonés | Japonés                            | Japonés | Japonés |
| ---------- | --- | ---------------------------------- | ------- | ------- |
| Connection | - Fecha de lanzamiento: 10 de mayo de 2019 - Etiqueta: Universal Music Japón - Formato: CD, descarga digital | 41                                 |         |         |

### Sencillos
| Título       | Año  | Álbum      |
| ------------ | ---- | ---------- |
| "Connection" | 2019 | Connection |

### Apariciones colaborativas
| Título                                                                                           | Año  | Otros artistas | Álbum   | Ref.  |
| ------------------------------------------------------------------------------------------------ | ---- | -------------- | ------- | ----- |
| "I Love You I Love You" ((en hangul, 사랑해 사랑해; romanización revisada, Saranghae Saranghae)) | 2011 | Hwanhee        | Hwanhee | [ 7 ] |

### Apariciones en bandas sonoras
| Título | Año  | Lanzamiento                                          | Ref.   |
| --- | ---- | ---------------------------------------------------- | ------ |
| "Dino Force Brave (Red)" (다이노포스 브레이브 (레드) (romanización revisada, Daino Poseu Beureibeu (Redeu)) | 2017 | Power Rangers Dino Force Brave Theme and Sound Track | [ 19 ] |

## Filmografía

### Series de televisión
| Título                           | Año       | Papel         | Notas                      | Ref.   |
| -------------------------------- | --------- | ------------- | -------------------------- | ------ |
| Green Coach                      | 2009      |               |                            | [ 5 ]  |
| Believe in Love                  | 2011      | Lee Seong-min |                            | [ 5 ]  |
| Hit the Stage                    | 2016      | Él mismo      | Concursante, episodios 7-8 | [ 12 ] |
| Power Rangers Dino Force Brave   | 2017      | Kwon Ju-yong  |                            | [ 13 ] |
| The Unit: Idol Rebooting Project | 2017-2018 | Él mismo      | Concursante                | [ 14 ] |
| Kboys                            | 2018      | Cliente       | Episodio 4                 | [ 20 ] |

### Teatro
| Título                 | Año  | Papel            | Ref.   |
| ---------------------- | ---- | ---------------- | ------ |
| About Thirty           | 2018 |                  | [ 21 ] |
| The Picnic for 30 Days | 2019 |                  | [ 22 ] |
| Oh, Mr. Park!          | 2019 | Hwang Tae-kyeong | [ 18 ] |